# Ismael Gentz

Bildnis des Geheimrats Prof. Gurlit

Ismael Wolfgang Christian Gentz (* 18. Juni 1862 in Berlin; † 20. Oktober 1914 ebenda) war ein deutscher Maler, Zeichner und Lithograf.

## Leben und Werk
Ismael Gentz war ein Sohn des Malers Wilhelm Gentz, bei dem er auch seine Ausbildung erhielt. Zu seinen frühesten erhaltenen Werken gehören Skizzen, die er auf einer Reise nach Karlsbad anfertigte und die ihm eine Anzeige bei der Polizei wegen Belästigung einbrachten. In den späten 1870er Jahren reiste er mit seinem Vater über Italien nach Algier. Porträts, die er auf dieser Reise zeichnete, wurden später in Georg Ebers’ Werk Ägypten in Wort und Bild aufgenommen. Ab 1879 besuchte er in Berlin die Kunstakademie. In den Jahren 1888 und 1889 studierte er an der Kunstakademie Düsseldorf. Dort war Peter Janssen der Ältere sein Lehrer. In den Jahren 1889/90 unternahm er mit seinen Eltern eine Reise nach Tunis und Tripolis. Ab den späteren 1880er Jahren beteiligte er sich regelmäßig an der Großen Berliner Kunstausstellung. 1892 hielt er sich zu Studienzwecken in Paris auf. Bekannt wurde er vor allem durch seine Porträts von Zeitgenossen. Die Bildnisse wurden teils lithografisch, teils auch fotomechanisch vervielfältigt.
Für das Vestibül des Langenbeck-Hauses entwarf Ismael Gentz ein Lunettegemälde, das „jenen denkwürdigen Moment für kommende Geschlechter“ festhielt, „in dem die hervorragendsten Vertreter ihres Faches den bedeutsamen Entschluss fassten, eine deutsche Gesellschaft für Chirurgie zu gründen“.
Ismael Gentz starb 1914 im Alter von 52 Jahren in Berlin und wurde, wie zuvor bereits sein Vater, auf dem Alten St.-Matthäus-Kirchhof in Schöneberg beigesetzt. Beide Gräber sind nicht erhalten geblieben.

## Ausstellungen
1906 zeigte der Hamburger Kunstverein die Ausstellung „O. Altenkirch, Ismael Gentz & Jul. Rehder“; 1911 beteiligte sich Gentz an einer Gruppenausstellung derselben Institution. 2006/07 war in der Staatsgalerie Stuttgart die Ausstellung „Zeichnungen auf fünf Jahrhunderten“ zu sehen, in der Gentz ebenfalls vertreten war.

## Museale Rezeption
In der Schleswig-Holsteinischen Landesbibliothek befindet sich Gentz’ Bildnis von Karl Heinrich von Boetticher aus dem Jahr 1897. Das Museum Naumburg besitzt ein Bildnis Max Klingers von Ismael Gentz. Auch das Museum Georg Schäfer in Schweinfurt besitzt mindestens ein Werk von ihm. Das Museum Neuruppin erhielt im Jahr 2006 ein Ölgemälde von Gentz, das der Onkel des Spenders 1945 in einem Waggon einer Berliner Papiergroßhandlung gefunden hatte. Sein Neffe übergab das Bild dem Museum, das bereits eine Sammlung von Gentz’ Gemälden besitzt.
Das Grabrelief für Ismael Gentz (modelliert von Wilhelm Wandschneider), ehemals auf der Grabstätte auf dem Alten St.-Matthäi-Kirchhof Berlin, befindet sich heute im Bestand des „Mitte Museum“. Dort ist auch das Grabrelief seines Vaters erhalten (modelliert von Gustav Bläser).

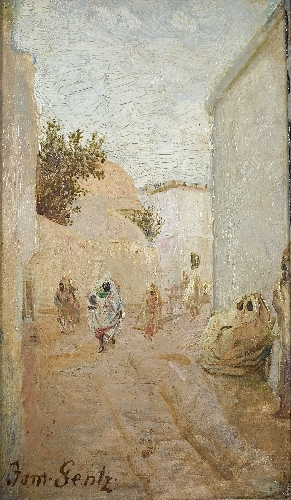
Straßenszene in Tunis
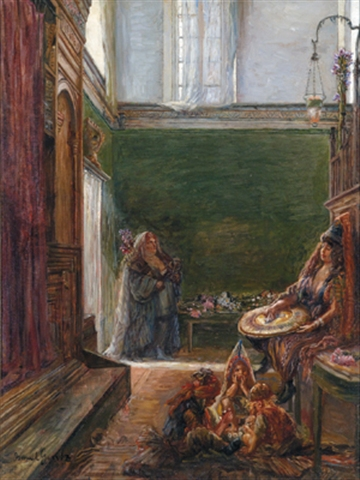
Synagoge in Tripolis
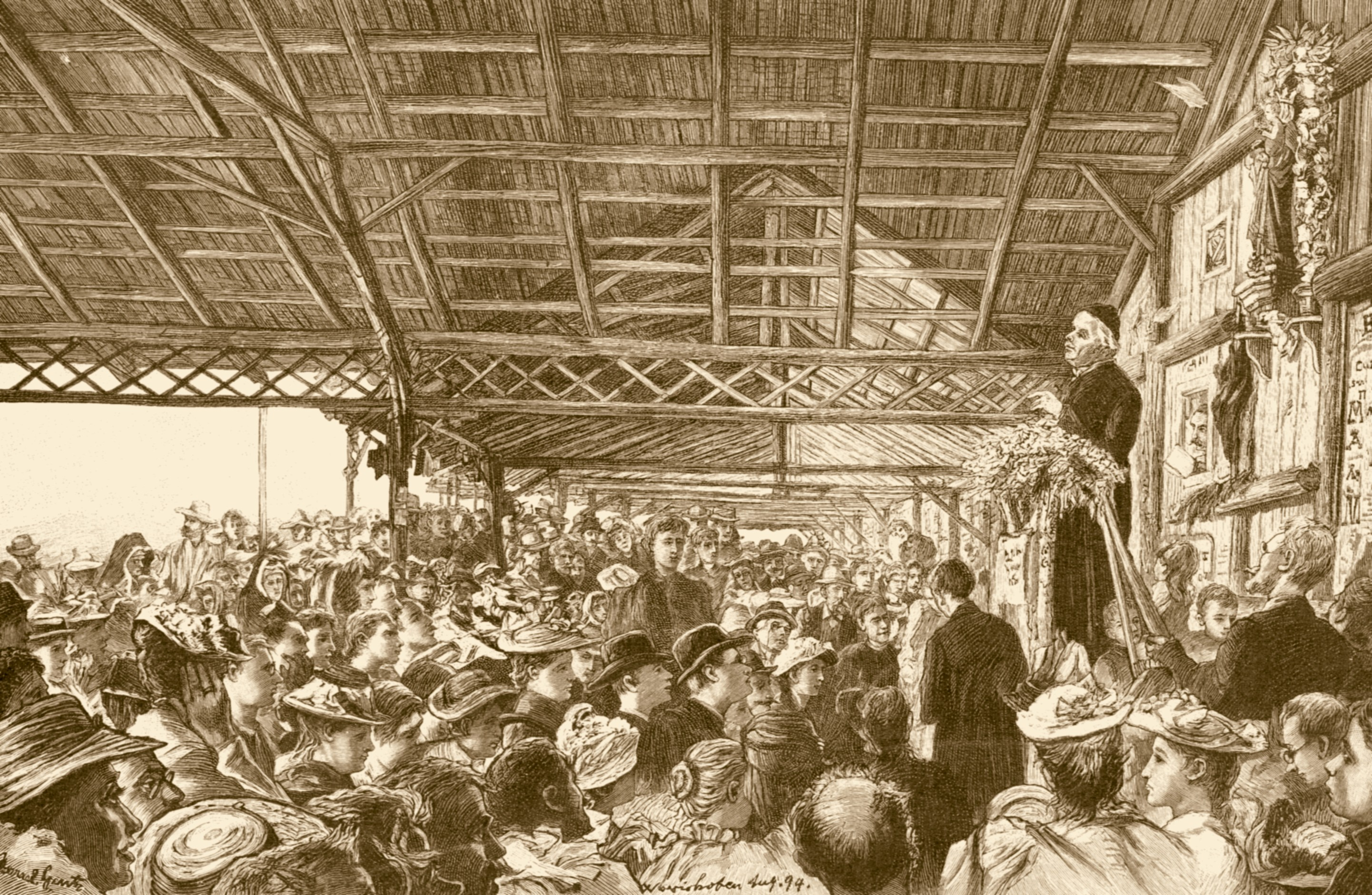
Sebastian Kneipp in Bad Wörishofen
Ernst von Wildenbruch auf dem Totenbett
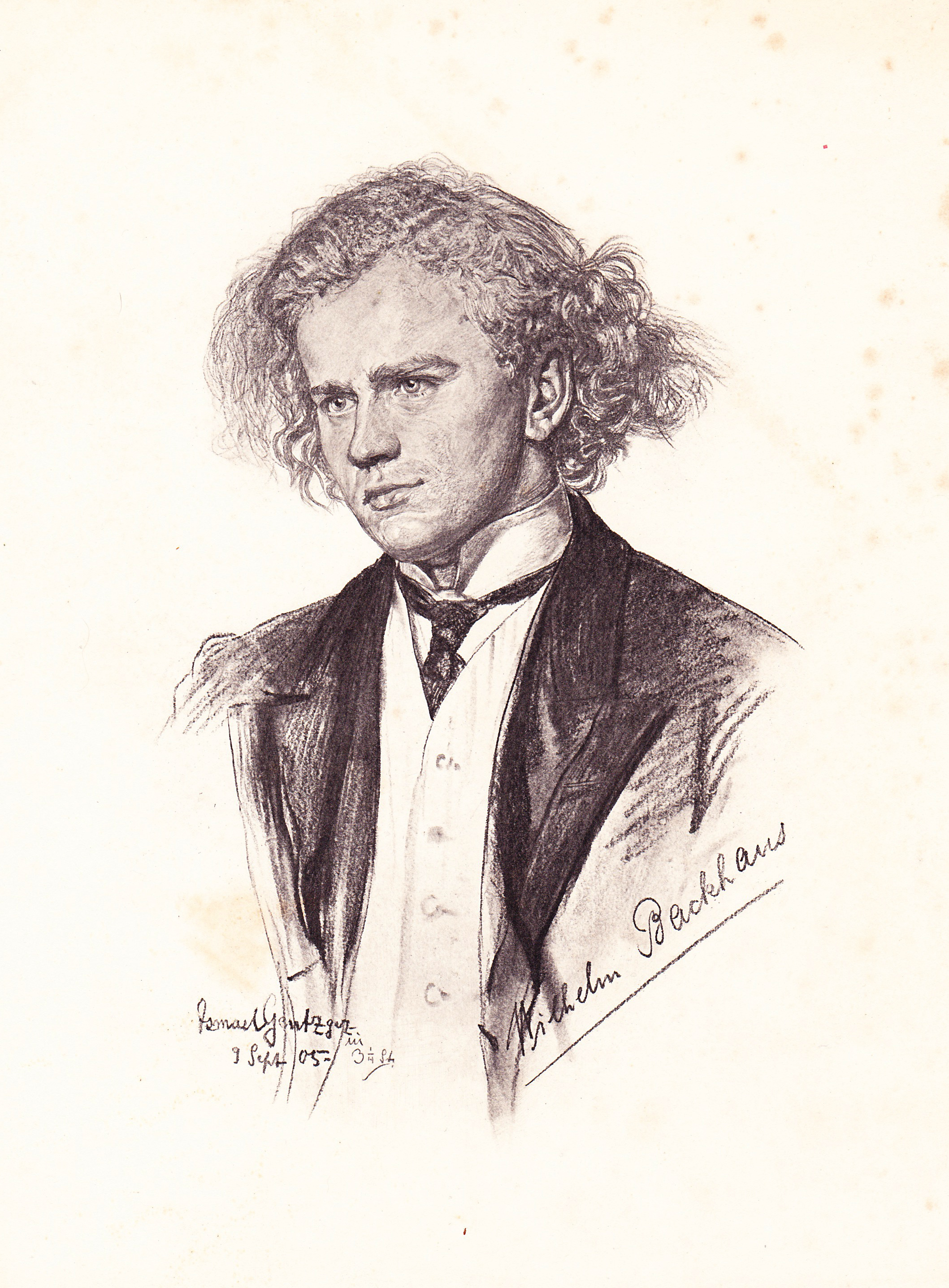
Wilhelm Backhaus, 1905
Erinnerungsblatt zur Trauerfeier für Ludwig Knaus: Präsident Karl von Großheim hält am 10. Dezember 1910 in der Preußischen Akademie der Künste Berlin den Nachruf, 1911, handkolorierte Lithographie (?), Privatsammlung Wiesbaden.